# Miha Šepec
Miha Šepec (* um 1955) ist ein slowenischer Badmintonspieler.

## Karriere
Miha Šepec wurde 1971 Juniorenmeister in Slowenien. 1978 siegte er in seiner Heimat erstmals bei den Erwachsenen, wobei er sowohl im Herreneinzel als auch im Mixed erfolgreich war. Weitere elf Titelgewinne folgten bis 1994. 1995 nahm er an den Badminton-Weltmeisterschaften teil, 1999 gewann er Bronze bei den Senioren-Europameisterschaften.

## Sportliche Erfolge
| Saison | Veranstaltung                                 | Disziplin    | Platz | Name                       |
| ------ | --------------------------------------------- | ------------ | ----- | -------------------------- |
| 1971   | Slowenien: Einzelmeisterschaften der Junioren | Mixed        | 1     | Miha Šepec / Lucka Krizman |
| 1978   | Slowenien: Einzelmeisterschaften              | Herreneinzel | 1     | Miha Šepec                 |
| 1978   | Slowenien: Einzelmeisterschaften              | Mixed        | 1     | Miha Šepec / Tanja Kovac   |
| 1982   | Slowenien: Einzelmeisterschaften              | Herreneinzel | 1     | Miha Šepec                 |
| 1983   | Slowenien: Einzelmeisterschaften              | Herreneinzel | 1     | Miha Šepec                 |
| 1984   | Slowenien: Einzelmeisterschaften              | Herreneinzel | 1     | Miha Šepec                 |
| 1984   | Slowenien: Einzelmeisterschaften              | Mixed        | 1     | Miha Šepec / Tanja Šepec   |
| 1985   | Slowenien: Einzelmeisterschaften              | Herreneinzel | 1     | Miha Šepec                 |
| 1985   | Slowenien: Einzelmeisterschaften              | Mixed        | 1     | Miha Šepec / Vita Miklic   |
| 1986   | Slowenien: Einzelmeisterschaften              | Herreneinzel | 1     | Miha Šepec                 |
| 1986   | Slowenien: Einzelmeisterschaften              | Mixed        | 1     | Miha Šepec / Tanja Šepec   |
| 1987   | Slowenien: Einzelmeisterschaften              | Herreneinzel | 1     | Miha Šepec                 |
| 1990   | Slowenien: Einzelmeisterschaften              | Mixed        | 1     | Miha Šepec / Tanja Šepec   |
| 1994   | Slowenien: Einzelmeisterschaften              | Herrendoppel | 1     | Jaka Pelhan / Miha Šepec   |
| 1999   | Senioren-Europameisterschaft 40+              | Herreneinzel | 3     | Miha Šepec                 |